# بربالتاوار
بربالتاوار (به مجاری:  Bérbaltavár) یک شهرداری در مجارستان است که در واش واقع شده‌است. بربالتاوار ۲۵٫۶۷ کیلومتر مربع مساحت و ۵۴۲ نفر جمعیت دارد.